# Rhein-Kreis Neuss
Rhein-Kreis Neuss – powiat w Niemczech, w kraju związkowym Nadrenia Północna-Westfalia, w rejencji Düsseldorf. Siedzibą powiatu jest miasto Neuss.

## Podział administracyjny
Powiat Rhein-Kreis Neuss składa się z:
- siedmiu gmin miejskich (Stadt)
- jednej gminy wiejskiej (Gemeinde)

Gminy miejskie:
| Lp. | Nazwa gminy miejskiej | Ludność (31 grudnia 2018) | Powierzchnia km² |
| --- | --------------------- | ------------------------- | ---------------- |
| 1   | Dormagen              | 64.335                    | 85,49            |
| 2   | Grevenbroich          | 63.620                    | 102,51           |
| 3   | Jüchen                | 23.337                    | 71,87            |
| 4   | Kaarst                | 43.433                    | 37,40            |
| 5   | Korschenbroich        | 33.066                    | 55,26            |
| 6   | Meerbusch             | 56.189                    | 64,39            |
| 7   | Neuss                 | 153.796                   | 99,53            |

Pozostałe gminy:
| Lp. | Nazwa gminy    | Ludność (31 grudnia 2018) | Powierzchnia km² |
| --- | -------------- | ------------------------- | ---------------- |
| 1   | Rommerskirchen | 13.011                    | 60,08            |